# 1969-es atlétikai Európa-bajnokság
Az 1969-es atlétikai Európa-bajnokságot szeptember 16. és szeptember 21. között rendezték Athénban, Görögországban. Az Eb-n 38 versenyszám volt. Az NSZK szerette volna, hogy az NDK-ból áttelepedett Jürgen May a színeikben indulhasson. Erre a szabályok szerint három év kihagyás után lett volna lehetőség, de May esetében ez még nem telt le. Ezért az IAAF nem engedélyezte az indulását. Ezért az NSZK sportolói az egyéni versenyszámokban nem indultak el.

## A magyar sportolók eredményei
Magyarország az Európa-bajnokságon 32 sportolóval képviseltette magát.
Érmesek
| Érem  | Versenyző         | Versenyszám   | Dátum          |
| ----- | ----------------- | ------------- | -------------- |
| Arany | Németh Angéla     | Gerelyhajítás | szeptember 18. |
| Ezüst | Cziffra Zoltán    | Hármasugrás   | szeptember 17. |
| Ezüst | Paulányi Magdolna | Gerelyhajítás | szeptember 18. |

## Éremtáblázat
(A táblázatban Magyarország eltérő háttérszínnel kiemelve.)
| Helyezés | Nemzet         | Arany | Ezüst | Bronz | Összesen |
| 1.       | NDK            | 11    | 7     | 7     | 25       |
| 2.       | Szovjetunió    | 9     | 7     | 7     | 23       |
| 3.       | Nagy-Britannia | 6     | 4     | 7     | 17       |
| 4.       | Franciaország  | 3     | 4     | 0     | 7        |
| 5.       | Csehszlovákia  | 2     | 1     | 2     | 5        |
| 6.       | Lengyelország  | 2     | 0     | 6     | 8        |
| 7.       | Magyarország   | 1     | 2     | 0     | 3        |
| 8.       | Svájc          | 1     | 1     | 1     | 3        |
| 9.       | Olaszország    | 1     | 0     | 3     | 4        |
| 10.      | Ausztria       | 1     | 0     | 1     | 2        |
| 11.      | Bulgária       | 1     | 0     | 0     | 1        |
| 12.      | Finnország     | 0     | 2     | 0     | 2        |
| 12.      | Svédország     | 0     | 2     | 0     | 2        |
| 12.      | Románia        | 0     | 2     | 0     | 2        |
| 12.      | Hollandia      | 0     | 2     | 0     | 2        |
| 16.      | NSZK           | 0     | 1     | 2     | 3        |
| 17.      | Írország       | 0     | 1     | 0     | 1        |
| 17.      | Belgium        | 0     | 1     | 0     | 1        |
| 17.      | Dánia          | 0     | 1     | 0     | 1        |
| 20.      | Jugoszlávia    | 0     | 0     | 1     | 1        |
| 20.      | Norvégia       | 0     | 0     | 1     | 1        |
| Összesen | Összesen       | 38    | 38    | 38    | 114      |

## Érmesek
- WR – világrekord
- CR – Európa-bajnoki rekord
- AR – kontinens rekord
- NR – országos rekord

### Férfi
| Versenyszám     | Arany                                                                                      | Arany     | Ezüst                                                                                      | Ezüst     | Bronz                                                                             | Bronz     |
| --------------- | ------------------------------------------------------------------------------------------ | --------- | ------------------------------------------------------------------------------------------ | --------- | --------------------------------------------------------------------------------- | --------- |
| 100 m           | Valerij Borzov · Szovjetunió                                                               | 10,4      | Alain Sarteur · Franciaország                                                              | 10,4      | Philippe Clerc · Svájc                                                            | 10,5      |
| 200 m           | Philippe Clerc · Svájc                                                                     | 20,6      | Herman Burde · NDK                                                                         | 20,9      | Zenon Nowosz · Lengyelország                                                      | 20,9      |
| 400 m           | Jan Werner · Lengyelország                                                                 | 45,7      | Jean-Claude Nallet · Franciaország                                                         | 45,8      | Stanisław Grędziński · Lengyelország                                              | 45,8      |
| 800 m           | Dieter Fromm · NDK                                                                         | 1:45,9    | Jozef Plachý · Csehszlovákia                                                               | 1:46,2    | Manfred Matuschewski · NDK                                                        | 1:46,8    |
| 1500 m          | John Whetton · Nagy-Britannia                                                              | 3:39,4    | Frank Murphy · Írország                                                                    | 3:39,5    | Henryk Szordykowski · Lengyelország                                               | 3:39,8    |
| 5000 m          | Ian Stewart · Nagy-Britannia                                                               | 13:44,8   | Rasid Sarafetgyinov · Szovjetunió                                                          | 13:45,8   | Allan Blinston · Nagy-Britannia                                                   | 13:47,6   |
| 10 000 m        | Jürgen Haase · NDK                                                                         | 28:41,6   | Michael Tagg · Nagy-Britannia                                                              | 28:43,2   | Nyikolaj Szviridov · Szovjetunió                                                  | 28:45,8   |
| 4 × 100 m váltó | Franciaország · Alain Sarteur · Patrick Bourbeillon · Gérard Fenouil · François St.-Gilles | 38,8      | Szovjetunió · Alekszandr Lebegyev · Vlagyiszlav Szapeja · Nyikolaj Ivanov · Valerij Borzov | 39,3      | Csehszlovákia · Ladislav Kříž · Dionys Szogedi · Jiří Kynos · Ludvík Bohman       | 39,5      |
| 4 × 400 m váltó | Franciaország · Gilles Bertould · Christian Nicolau · Jacques Carette · Jean-Claude Nallet | 3:02,3    | Szovjetunió · Jevgenyij Boriszenko · Borisz Szavcsuk · Jurij Zorin · Alekszandr Bratcsikov | 3:03,0    | NSZK · Horst-Rüdiger Schlöske · Ingo Röper · Gerhard Hennige · Martin Jellinghaus | 3:03,1    |
| Maraton         | Ron Hill · Nagy-Britannia                                                                  | 2:16:47,8 | Gaston Roelants · Belgium                                                                  | 2:17:22,2 | Jim Alder · Nagy-Britannia                                                        | 2:19:05,8 |
| 110 m gát       | Eddy Ottoz · Olaszország                                                                   | 13,5      | David Hemery · Nagy-Britannia                                                              | 13,7      | Alan Pascoe · Nagy-Britannia                                                      | 13,9      |
| 400 m gát       | Vjacseszlav Szkomorohov · Szovjetunió                                                      | 49,7      | John Sherwood · Nagy-Britannia                                                             | 50,1      | Andrew Todd · Nagy-Britannia                                                      | 50,3      |
| 3000 m akadály  | Mihail Zselev · Bulgária                                                                   | 8:25,0    | Alekszandr Morozov · Szovjetunió                                                           | 8:25,6    | Vlagyimir Dugyin · Szovjetunió                                                    | 8:26,6    |
| 20 km gyaloglás | Paul Nihill · Nagy-Britannia                                                               | 1:30:48,0 | Leonida Karaiosifoglu · Románia                                                            | 1:31:06,4 | Nyikolaj Szmaga · Szovjetunió                                                     | 1:31:20,2 |
| 50 km gyaloglás | Christoph Hohne · NDK                                                                      | 4:12:32,8 | Peter Seltzer · NDK                                                                        | 4:16:09,6 | Venyiamin Szoldatyenko · Szovjetunió                                              | 4:23:04,8 |
| Magasugrás      | Valentyin Gavrilov · Szovjetunió                                                           | 217 cm    | Reijo Vähälä · Finnország                                                                  | 217 cm    | Erminio Azzaro · Olaszország                                                      | 217 cm    |
| Távolugrás      | Igor Ter-Ovaneszjan · Szovjetunió                                                          | 817 cm    | Lynn Davies · Nagy-Britannia                                                               | 807 cm    | Tõnu Lepik · Szovjetunió                                                          | 804 cm    |
| Rúdugrás        | Wolfgang Nordwig · NDK                                                                     | 530 cm    | Kjell Isaksson · Svédország                                                                | 520 cm    | Aldo Righi · Olaszország                                                          | 510 cm    |
| Hármasugrás     | Viktor Szanyejev · Szovjetunió                                                             | 17,34 m   | Cziffra Zoltán · Magyarország                                                              | 16,85 m   | Klaus Neumann · NDK                                                               | 16,68 m   |
| Súlylökés       | Dieter Hoffmann · NDK                                                                      | 20,12 m   | Heinz-Joachim Rothenburg · NDK                                                             | 20,05 m   | Hans-Peter Gies · NDK                                                             | 19,78 m   |
| Diszkoszvetés   | Hartmut Losch · NDK                                                                        | 61,82 m   | Ricky Bruch · Svédország                                                                   | 61,08 m   | Lothar Milde · NDK                                                                | 59,34 m   |
| Gerelyhajítás   | Jānis Lūsis · Szovjetunió                                                                  | 91,52 m   | Pauli Nevala · Finnország                                                                  | 89,58 m   | Janusz Sidło · Lengyelország                                                      | 82,90 m   |
| Kalapácsvetés   | Anatolij Bondarcsuk · Szovjetunió                                                          | 74,68 m   | Ramuald Klim · Szovjetunió                                                                 | 72,74 m   | Reinhard Theimer · NDK                                                            | 72,02 m   |
| Tízpróba        | Joachim Kirst · NDK                                                                        | 8041 pont | Herbert Wessel · NDK                                                                       | 7828 pont | Viktor Cselnokov · Szovjetunió                                                    | 7801 pont |

### Női
| Versenyszám     | Arany                                                                         | Arany     | Ezüst                                                                            | Ezüst     | Bronz                                                                       | Bronz     |
| --------------- | ----------------------------------------------------------------------------- | --------- | -------------------------------------------------------------------------------- | --------- | --------------------------------------------------------------------------- | --------- |
| 100 m           | Petra Vogt · NDK                                                              | 11,6      | Wilma van den Berg · Hollandia                                                   | 11,7      | Anita Neil · Nagy-Britannia                                                 | 11,8      |
| 200 m           | Petra Vogt · NDK                                                              | 23,2      | Renate Meissner · NDK                                                            | 23,3      | Valerie Peat · Nagy-Britannia                                               | 23,3      |
| 400 m           | Nicole Duclos · Franciaország                                                 | 51,73     | Colette Besson · Franciaország                                                   | 51,75     | Maria Sykora · Ausztria                                                     | 53,0      |
| 800 m           | Lillian Board · Nagy-Britannia                                                | 2:01,4    | Anneliese Damm Olesen · Dánia                                                    | 2:02,6    | Vera Nikolić · Jugoszlávia                                                  | 2:02,6    |
| 1500 m          | Jaroslava Jehličková · Csehszlovákia                                          | 4:10,7    | Maria Gommers · Hollandia                                                        | 4:11,9    | Paola Pigni · Olaszország                                                   | 4:12,2    |
| 4 × 100 m váltó | NDK · Regina Hofer · Renate Meissner · Bärbel Podeswa · Petra Vogt            | 43,63     | NSZK · Bärbel Hohnle · Jutta Stock · Rita Jahn-Wilden · Ingrid Becker            | 44,09     | Nagy-Britannia · Anita Neil · Denise Ramsden · Sheila Cooper · Valerie Peat | 44,39     |
| 4 × 400 m váltó | Nagy-Britannia · Rosemary Stirling · Pat Lowe · Janet Simpson · Lillian Board | 3:30,8    | Franciaország · Bernadette Martin · Nicole Duclos · Eliane Jacq · Colette Besson | 3:30,8    | NSZK · Christa Czekay · Antje Gleichfeld · Inge Eckhoff · Christel Frese    | 3:32,7    |
| 100 m gát       | Karin Balzer · NDK                                                            | 13,29     | Bärbel Podeswa · NDK                                                             | 13,68     | Teresa Nowak · Lengyelország                                                | 13,77     |
| Távolugrás      | Mirosława Sarna · Lengyelország                                               | 649 cm    | Viorica Viscopoleanu · Románia                                                   | 645 cm    | Berit Berthelsen · Norvégia                                                 | 644 cm    |
| Magasugrás      | Miloslava Rezková · Csehszlovákia                                             | 183 cm    | Antonyina Lazareva · Szovjetunió                                                 | 183 cm    | Mária Mračnová · Csehszlovákia                                              | 183 cm    |
| Súlylökés       | Nagyezsda Csizsova · Szovjetunió                                              | 20,43 m   | Margitta Gummel · NDK                                                            | 19,58 m   | Marita Lange · NDK                                                          | 19,56 m   |
| Diszkoszvetés   | Tamara Danyilova · Szovjetunió                                                | 59,28 m   | Ljudmila Muravjova · Szovjetunió                                                 | 59,24 m   | Karin Ilgren · NDK                                                          | 58,66 m   |
| Gerelyhajítás   | Németh Angéla · Magyarország                                                  | 59,76 m   | Paulányi Magdolna · Magyarország                                                 | 58,80 m   | Valentyina Evert · Szovjetunió                                              | 56,56 m   |
| Ötpróba         | Liese Prokop · Ausztria                                                       | 5030 pont | Meta Antenen · Svájc                                                             | 4793 pont | Marija Szizjakova · Szovjetunió                                             | 4773 pont |